# Atheta brunneipennis
Atheta brunneipennis es una especie de escarabajo del género Atheta, familia Staphylinidae. Fue descrita científicamente por C.G.Thomson en 1852.
Habita en Suecia, Noruega, Reino Unido, Finlandia, Canadá, Rusia, Austria, Alemania y Estonia.